# إيفين مالميسون
إيفين مالميسون (بالفرنسية: Évin-Malmaison)‏ هي بلدية تقع في إقليم باد كاليه من منطقة نور با دو كاليه في شمال فرنسا. تبلغ مساحة هذه المدينة 4.57 (كم²)، وترتفع عن سطح البحر 26 م، يبلغ عدد سكانها 4758 نسمة حسب إحصاء المعهد الوطني للإحصاء والدراسات الاقتصادية سنة 2009 م. وترأس Bernard Staszewski البلدية خلال فترة (2008-2014).